# Johannes Hildebrandi
Johan Hildebrand, eller Johannes Hildebrandi, var en senmedeltida svensk präst, munk och skrivare. Han anses vara den troliga utskrivaren av Ansgarssagan i handskriften Holm A 49 och översättare eller kompilator till Barlaam och Josaphat i samma handskrift. Båda verken överlämnades till Nådendals kloster 1442. Hildebrand var son till en borgare i Jönköping. Han finns omnämnd som präst i Linköping 1403, kanik där 1406 och munk i Vadstena kloster från 1417. 